# Gianni Clerici

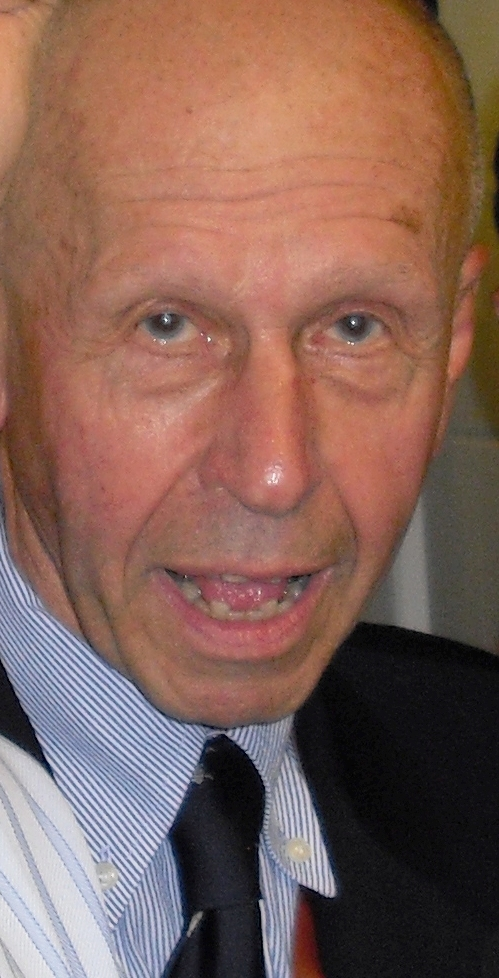
Gianni Clerici

Gianni Clerici, född 24 juli 1930 i Como, Lombardiet, död 6 juni 2022 i Bellagio, Lombardiet, var en italiensk tenniskommentator, journalist och författare som först var professionellt tävlande tennisspelare.
Gianni Clerici är mest känd för sitt författarskap om tennis. Han har skrivit över sex tusen artiklar om sport, och majoriteten av dessa handlar om tennis. Han började sin författarkarriär 1956 och skrev i åratal i renommerade tidningar som Roms La Repubblica och veckotidningen L'Espresso.
Hans mest kända bokverk är "500 Anni di Tennis", i tysk översättning "500 Jahre Tennis", från 1974 som i dag betraktas som ett av de mest betydande standardverken om tennis. Boken finns översatt på ytterligare fyra språk, men ännu ej till svenska. Känd är också hans biografi om den franska legendariska tennisspelaren Suzanne Lenglen från 1984.
Clerici har också verkat som tenniskommentator i italiensk television under mer än 30 år.  Han var engagerad vid inrättandet av tennismuseet vid Roland Garros (Franska öppna).
Som tennisspelande junior vann han flera nationella och internationella tennistitlar. Som senior deltog han två gånger i Wimbledonmästerskapen och Franska öppna.
Gianni Clerici uptogs 2006 i International Tennis Hall of Fame.